# ムッソレンテ
ムッソレンテ（伊: Mussolente）は、イタリア共和国ヴェネト州ヴィチェンツァ県にある、人口約7,600人の基礎自治体（コムーネ）。

## 地理

### 位置・広がり

#### 隣接コムーネ
隣接するコムーネは以下の通り。括弧内のTVはトレヴィーゾ県所属を示す。
- ボルソ・デル・グラッパ (TV)
- カッソーラ
- ローリア (TV)
- ロマーノ・デッツェリーノ
- サン・ゼノーネ・デッリエッツェリーニ (TV)

### 気候分類・地震分類
気候分類では、zona E, 2459 GGに分類される。
また、イタリアの地震リスク階級 (it) では、zona 2 (sismicità media) に分類される。

## 姉妹都市
- ウマグ、クロアチア